# Nitrazepam
Nitrazepam je benzodiazepinski derivat koji se koristi kao antikonvulsant i hipnotik.

## Spoljašnje veze
|  | Molimo Vas, obratite pažnju na važno upozorenje u vezi sa temama iz oblasti medicine (zdravlja). |